# Lindon (Utah)
Lindon is een plaats (city) in de Amerikaanse staat Utah, en valt bestuurlijk gezien onder Utah County.

## Demografie
Bij de volkstelling in 2000 werd het aantal inwoners vastgesteld op 8363.
In 2006 is het aantal inwoners door het United States Census Bureau geschat op 9758, een stijging van 1395 (16.7%).

## Geografie
Volgens het United States Census Bureau beslaat de plaats een oppervlakte van
22,2 km², waarvan 21,7 km² land en 0,5 km² water.

## Plaatsen in de nabije omgeving
De onderstaande figuur toont nabijgelegen plaatsen in een straal van 12 km rond Lindon.